# Гьозтепе-махаллесі (станція метро)
41°03′24″ пн. ш. 28°50′50″ сх. д. / 41.056556° пн. ш. 28.847278° сх. д.
Гьозтепе-махаллесі (тур. Göztepe Mahallesi) — метростанція на лінії М7 Стамбульського метро.
Станцію було відкрито 28 жовтня 2020

Розташування: станція розташована у мікрорайоні Гьозтепе району Багджилар. Станція має 4 входи, два з яких знаходяться на півночі О-3 , а два інших – на півдні.
Конструкція: колонна станція мілкого закладення типу горизонтальний ліфт з однією острівною прямою платформою.
Пересадки
- Автобуси: 31Y, 76A, 76O, 78, 78FB, 78H, 89C, 89T, 91E, 97GE, 97M, 141A, 141M, 146A, 146B, 146K, 146M, 146T, 303B, HT11, MK92
- Маршрутки: Гюзелтепе — Істоч, Ширіневлер — Гіїмкент

| Попередня станція                         | Лінія | Лінія                           | Лінія | Наступна станція  |
| ----------------------------------------- | ----- | ------------------------------- | ----- | ----------------- |
| Юз'їл — Оруч-Реїс до Шишлі — Меджидієкьой |       | M7 (Стамбульський метрополітен) |       | Махмутбей кінцева |